# Dettenheim (Weißenburg)
Dettenheim ist ein Gemeindeteil der Großen Kreisstadt Weißenburg in Bayern im Landkreis Weißenburg-Gunzenhausen (Mittelfranken, Bayern). Die Gemarkung Dettenheim hat eine Fläche von 7,294 km². Sie ist in 800 Flurstücke aufgeteilt, die eine durchschnittliche Flurstücksfläche von 9117,60 m² haben. In ihr liegen neben dem namensgebenden Ort die Gemeindeteile Markhof und Stadelhof. Das Pfarrdorf ist nach dem Hauptort Weißenburg der größte Gemeindeteil der Stadt.

## Lage
Der Ort liegt im Naturpark Altmühltal in der Nähe der Europäischen Wasserscheide etwa fünf Kilometer südlich von Weißenburg an der Quelle der Schwäbischen Rezat. Diese entspringt in etwa 900 Meter Entfernung vom Ortskern und fließt von Dettenheim aus in nördlicher Richtung nach Weißenburg und weiter nach Georgensgmünd, wo sie sich mit der Fränkischen Rezat zur Rednitz vereinigt. Der Ort liegt im Süden der Weißenburger Bucht nahe der Weißenburger Alb, einem Höhenzug der Fränkischen Alb. Nördlich liegt der Weißenburger Stadtwald. Mitten durch den Ort verlief bis zum August 2017 die Bundesstraße 2. Zu Fuß ist Dettenheim auf dem Frankenweg erreichbar, einem Fernwanderweg, der auf 527 km Länge vom Rennsteig zur Schwäbischen Alb führt.

## Geschichte

### Vor- und Frühgeschichte
Die Besiedlung der Gemarkung Dettenheim geht bis in die vorgeschichtliche Zeit zurück. Im Vorfeld der Anlage einer Umgehungsstraße westlich des Ortes wurden während zweier Grabungskampagnen in den Jahren 2014 und 2015 unter der wissenschaftlichen Grabungsleitung des Archäologen Arne Schmid-Hecklau intensive mehrphasige Siedlungsspuren der Eisenzeit aufgedeckt und dokumentiert. Näher an Dettenheim gelegen waren Siedlungsreste und Gräber der Latènezeit. Die ältere Siedlung der Hallstattzeit, die ebenfalls Nutzungsspuren der Latènezeit aufwies, umfasste unter anderem ein vollkommen verflachtes Hügelgräberfeld an der vorgeschichtlichen Talaue der Rezat zu dem eine Palisadenwand mit vorgelagertem Grabenwerk gehörte. Bereits beim Bau der heutigen Grundschule in Dettenheim, die unweit der 2014 entdeckten latènezeitlichen Siedlung liegt, waren Grabhügel mit Bestattungen der Hallstattzeit zu Tage gekommen.
Während der römischen Kaiserzeit wurde im Zuge des rätischen Limesausbaus eine Militärstraße von der Donau zum Kastell Weißenburg angelegt, die heute im südlichen Ortsgebiet von Dettenheim unter der Donauwörther Straße vermutet wird. Nicht weit von dieser Trasse entfernt, entstand am heutigen östlichen Ortsausgang eine Villa rustica, die im Zuge des Limesfall, wohl spätestens um 259/260 n. Chr. unterging.

### Mittelalter
Im Frühmittelalter setzt der kontinuierliche Siedlungsnachweis in Dettenheim ein. Während des 6. und 7. Jahrhunderts bestand an der alten Römerstraße unmittelbare nördlich der heutigen Hauptstraße ein alamannisches Reihengräberfeld, das 1889 durch den Limesforscher Wilhelm Kohl (1848–1898) entdeckt wurde.
Im Jahr 914 wurde Dettenheim im Salbuch der Reichserbmarschälle von Pappenheim als „Tetenheim“ (später auch „Tetorsheim“, Heim des Tetor/Dietrich) erstmals urkundlich erwähnt. In den Jahren 1057–75 erfolgte der Bau und die Weihe der ersten Kirche. 1214 ging das Dorf in den Besitz der Erbmarschälle von Pappenheim über, 1350 verkaufte Ritter Reinmar von Kreßberg auch den Zoll in Dettenheim an den Marschall von Pappenheim. Während des Bayerischen Krieges zwischen Herzog Ludwig dem Bärtigen und Markgraf Friedrich von Brandenburg 1420–22 wurde das Dorf vollständig niedergebrannt.

### Frühe Neuzeit
Ein ähnliches Schicksal wiederholte sich im Dreißigjährigen Krieg, an dessen Ende von ursprünglich 42 Familien noch zwei im Dorf verblieben waren. Im Spanischen Erbfolgekrieg plünderten und verwüsteten 1704 französische Truppen das Dorf; von der oberhalb des Dorfes verlaufenden Front (der Weißenburger Linie) ist noch die Sternschanze, ein vierstrahliges sternförmiges Schanzenwerk mit Wall, vorgelagertem Graben und überhöhten Ecken als Geschützstände erhalten geblieben. Die archäologischen Ausgrabungen brachten im November 2014 südlich von Dettenheim einen bisher unbekannten, rund elf Meter breiten Befestigungsgraben der kurbayerischen Landesdefensionslinie aus dem Erbfolgekrieg zu Tage. Dieser verlief in nordsüdliche Richtung.
Ein in den Jahren 1721/22 aus Holz erbautes Schlösschen wurde später wieder abgetragen und 1782 durch einen Steinbau ersetzt, der sich heute in Privatbesitz befindet.

### Neuzeit
Mit der Rheinbundakte 1806 wurde die Grafschaft Pappenheim, zu der Dettenheim nach wie vor gehörte, Teil des neuen Königreichs Bayern. Der Erste und der Zweite Weltkrieg bedeuteten einen erneuten tiefen Einschnitt für die Entwicklung des Dorfes, insgesamt 42 Männer kehrten aus beiden Kriegen nicht mehr zurück. Ab 1946 fanden viele vertriebene Sudetendeutsche den Weg nach Dettenheim, was zu einem plötzlichen Anstieg der Einwohnerzahl führte. Bis zur Gemeindegebietsreform 1972 war es selbständig, die Einwohner entschieden sich in einer Abstimmung dafür, zukünftig ein Ortsteil der Großen Kreisstadt Weißenburg in Bayern zu werden. Am 1. Juli 1972 fand die Eingemeindung statt. Dettenheim zählt heute etwa 430 Einwohner.

### Ortsumgehung und Dorferneuerung

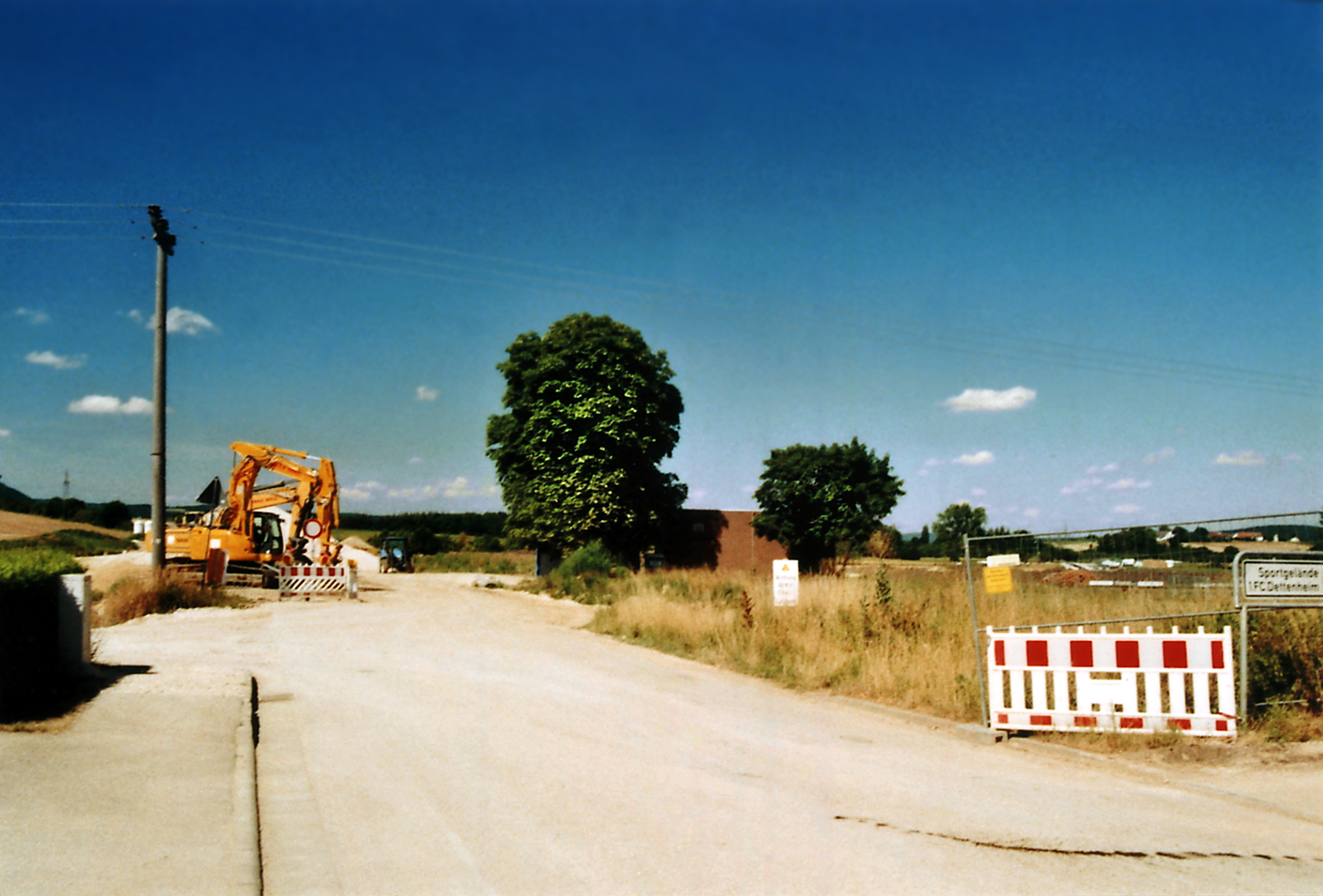
Blick von der Rezatstraße auf die Baustelle der Ortsumgehung, Juli 2015

Dettenheim wurde bis August 2017 durch die verkehrsreiche Bundesstraße 2, die den Ortskern teilte, stark belastet. Auswirkungen waren und sind laut Stadtbauamt ein überalterter Ortskern, Leerstand und verfallende Häuser, was Dettenheim „beispielhaft für die negativen städtebaulichen Veränderungen“ mache, so Stadtbaumeister Thomas Schwarz von der Stadtverwaltung Weißenburg. Als Lösung war seit Jahrzehnten eine Ortsumfahrung geplant, zudem wurde seit 2009 ein Konzept zur Dorferneuerung erarbeitet. Am 21. Mai 2012 wurde der Planfeststellungsbeschluss für eine 3,40 Kilometer lange, dreistreifige Ortsumgehung erlassen. Die Baufreigabe erfolgte am 30. Juli 2014. Damit hatte Bundesverkehrsminister Alexander Dobrindt die Ortsumfahrung genehmigt. Nun konnte mit den Ausschreibungen begonnen werden. Ab Oktober 2014 begann die archäologische Firma Archbau aus Augsburg mit ersten Grabungen an der im Vorfeld verlegten Gasleitung und der zur Ausschreibung gehörenden Vermessung der künftigen Trasse der Umgehungsstraße. Für die eigentlichen Bauarbeiten, die bis Juli 2017 projektiert waren, wurde am 5. Dezember 2014 der Spatenstich gesetzt. Am 9. August 2017 wurde die Ortsumgehung für den Verkehr freigegeben.

## Ortsbild und Sehenswertes
Die west-ostwärts gerichtete Dorfstraße geht auf eine mittelalterliche Bachangeranlage zu beiden Seiten der Schwäbischen Rezat zurück und kreuzt senkrecht die alte Heer- und Handelsstraße Augsburg–Nürnberg. Die Bebauung besteht durchgehend aus Bauernanwesen in Jura-Bauweise. Die Höfe sind hakenförmig angelegt, die Wohnstallhäuser, meist Anlagen des späteren 18. und der ersten Hälfte des 19. Jahrhunderts, stehen giebelständig zur Straße. Meist handelt sich um verputzte Bruchsteinbauten, deren flache Satteldächer nur noch vereinzelt mit Kalkplatten belegt sind. An der Kreuzung mit der Augsburg-Nürnberger Straße erheben sich die auf das Mittelalter zurückgehende evangelisch-lutherische Pfarrkirche St. Nikolaus, deren Langhaus allerdings in der zweiten Hälfte des 19. Jahrhunderts durch einen neoromanischen Neubau mit zurückhaltender Innenausstattung ersetzt wurde, der ehemalige Freihof und ein großer ehemaliger Brauereigasthof, gleichfalls in Jura-Bauweise. Am südlichen Ortsende befindet sich neben dem 1782 erbauten ehemaligen Jagdschlösschen der Grafen von Pappenheim die 1956 auf Anregung des damaligen Ortsgeistlichen, Kurat Gregor Schneid, in ökumenischer Gemeinschaftsarbeit beider Konfessionen errichtete katholische Scheunenkirche St. Gunthildis, deren eindrucksvoller Kirchenraum sich in einer umgebauten Fachwerkscheune aus dem Jahr 1814 befindet.

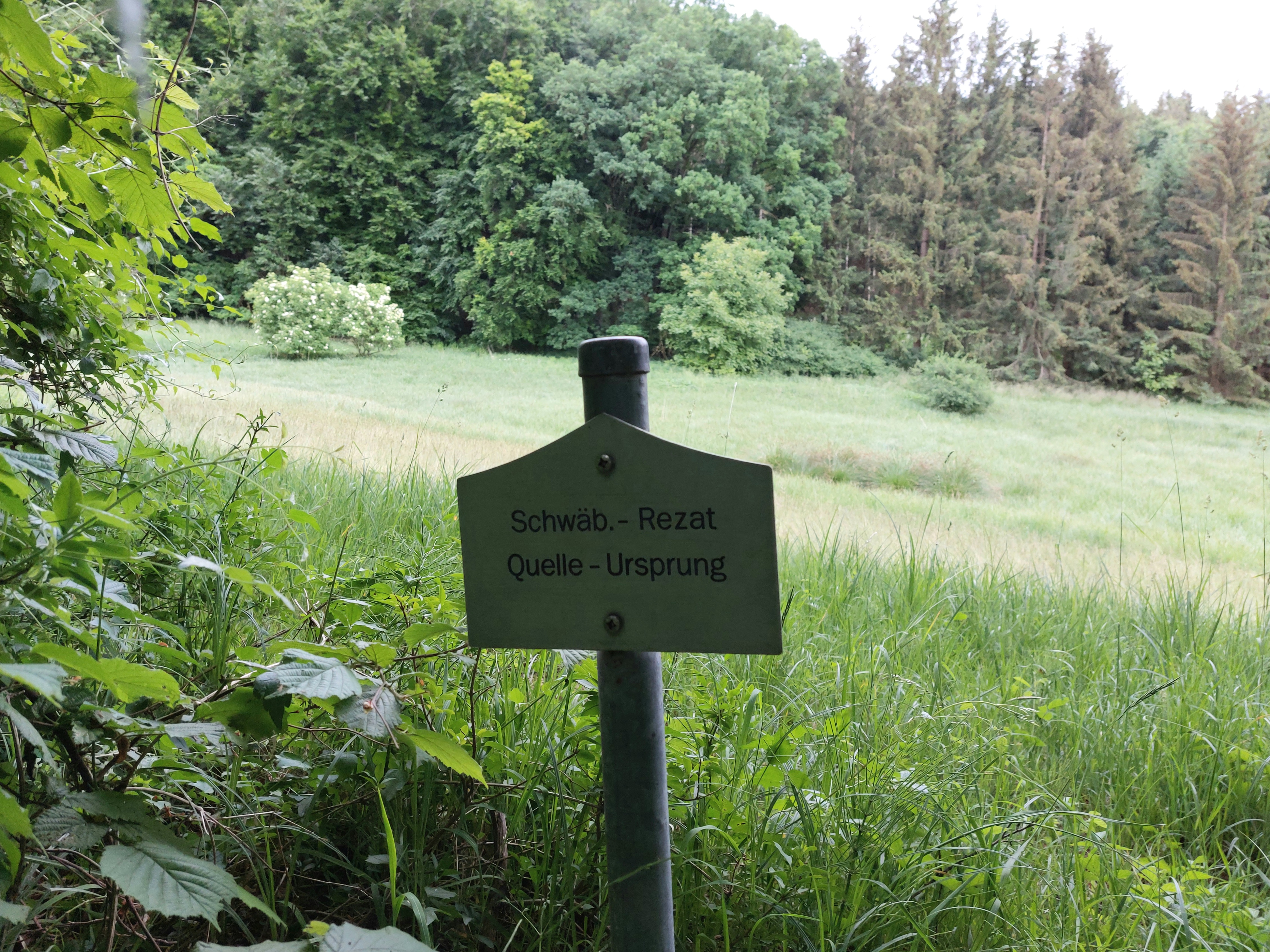
Quelle der Schwäbischen Rezat östlich von Dettenheim, neben der Ortsverbindungsstraße nach Haardt
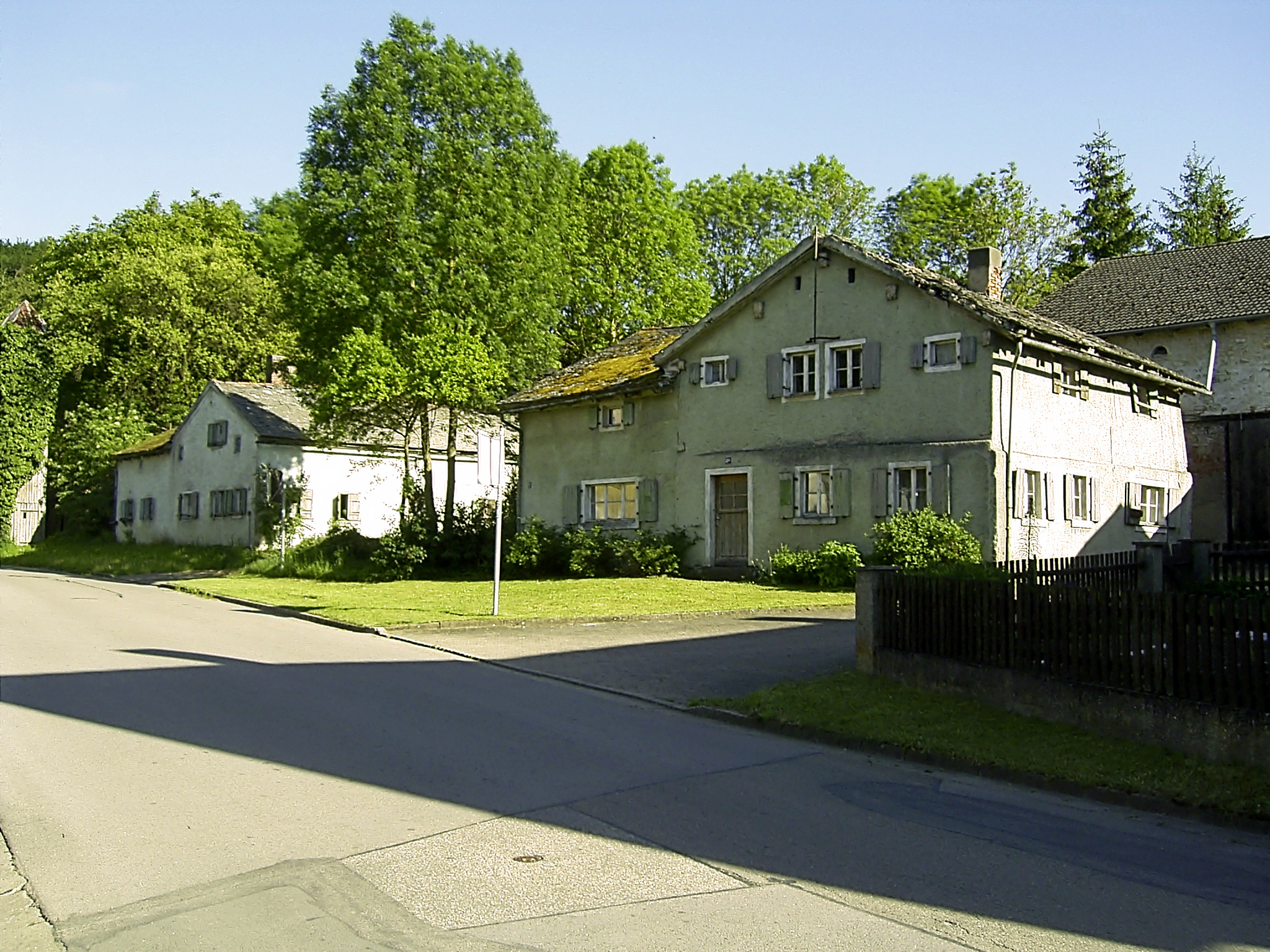
Kleine Jurahäuser in Dettenheim, erbaut wohl im 18. Jahrhundert
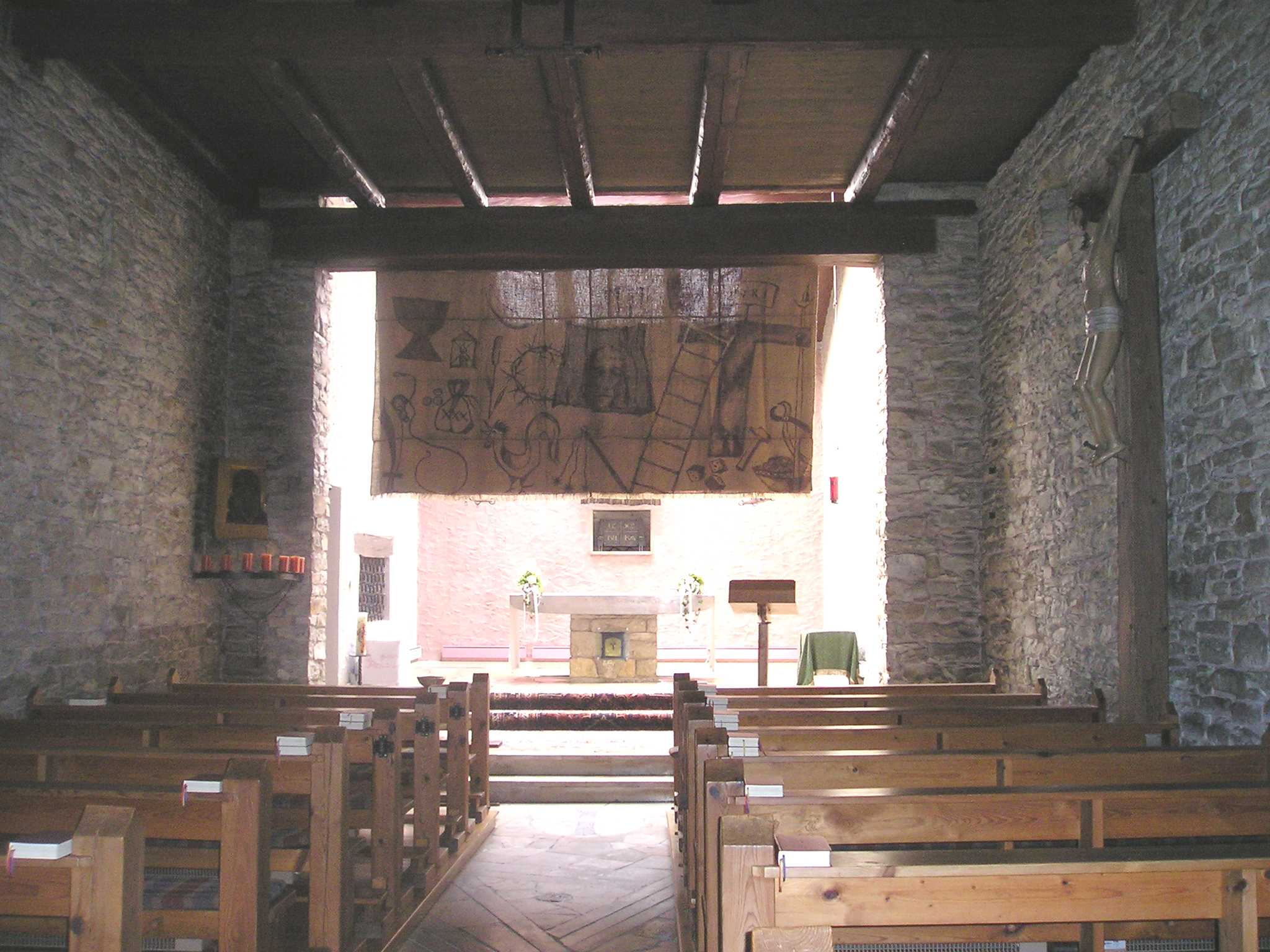
Scheunenkirche
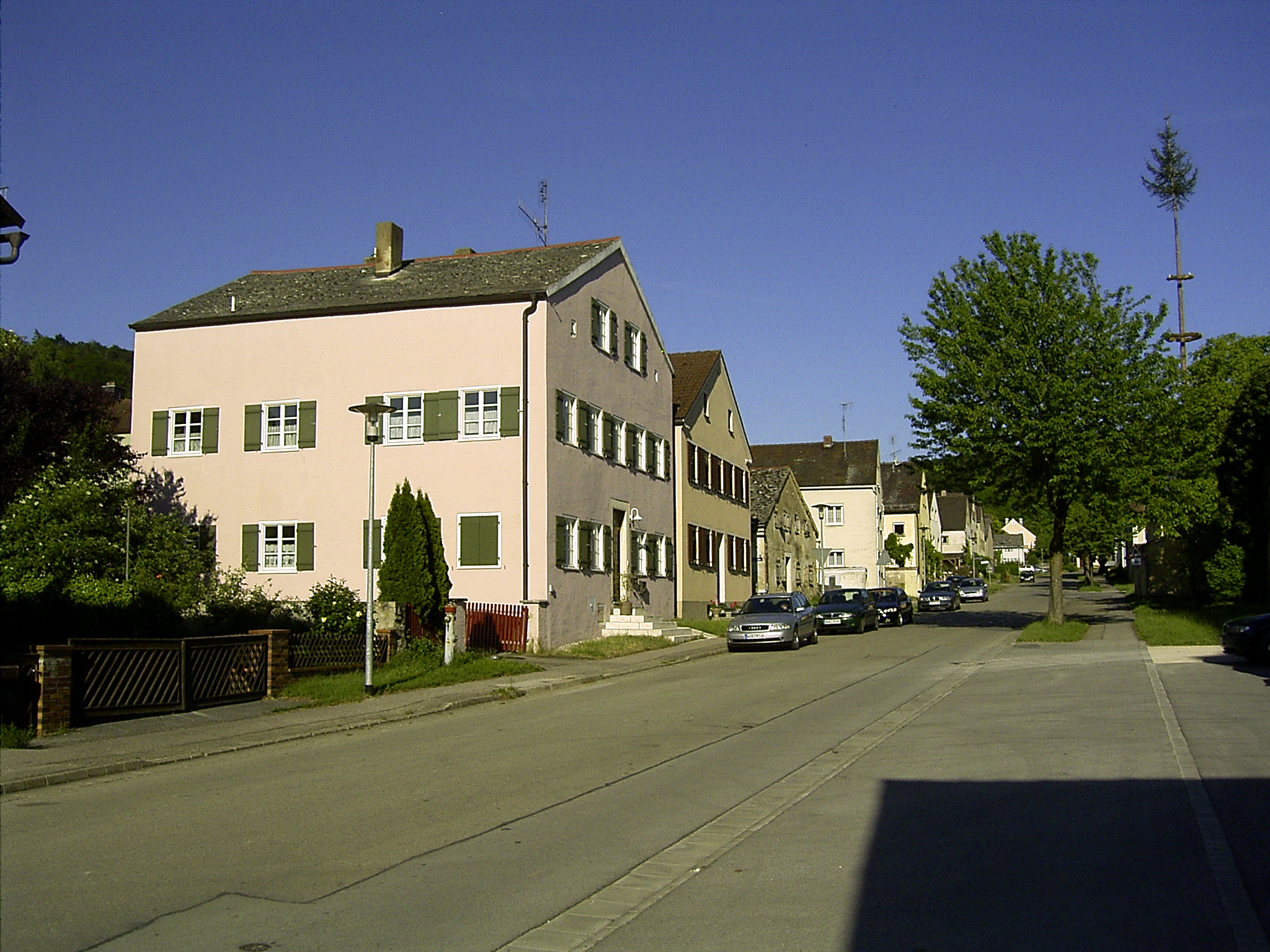
Dorfstraße in Dettenheim
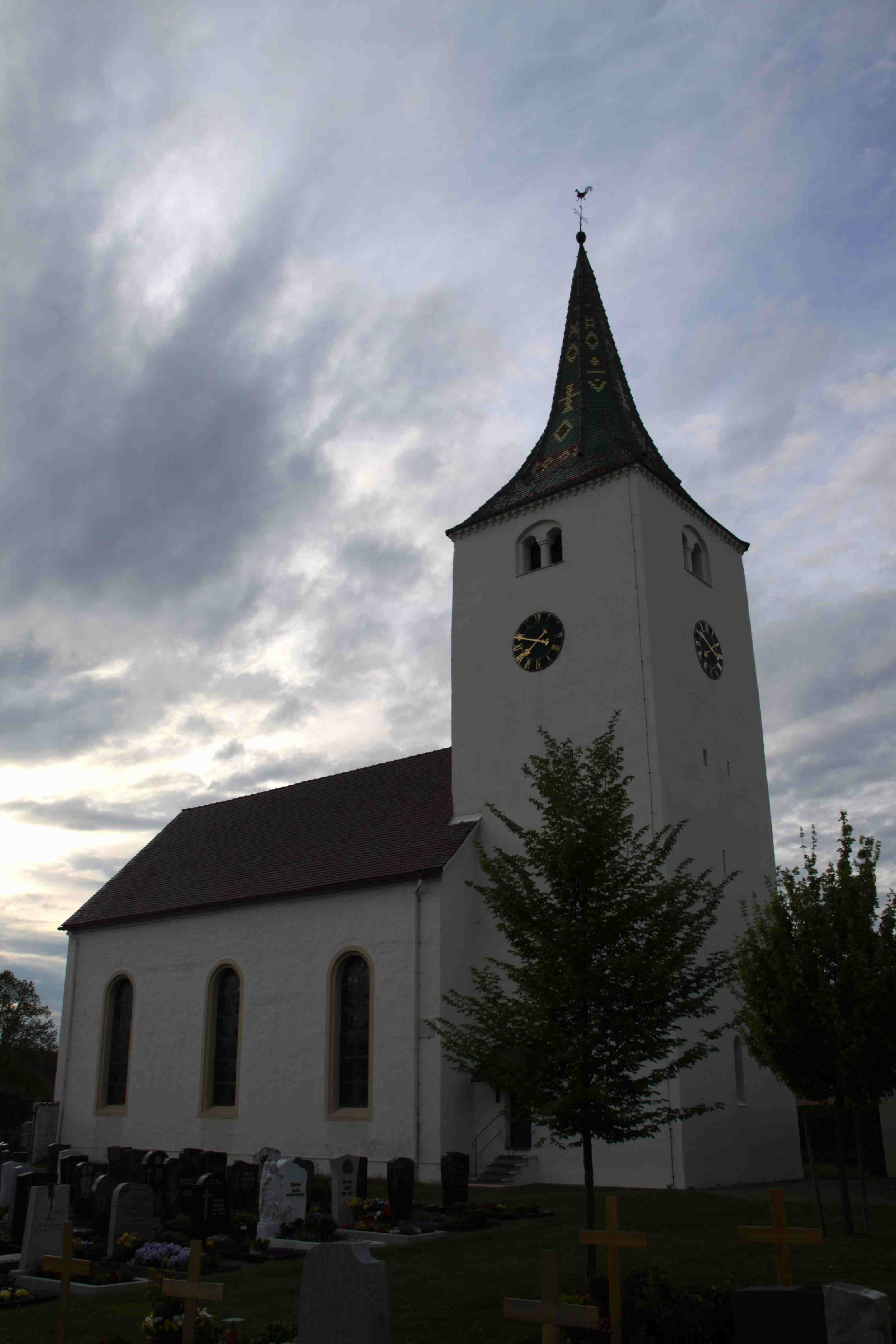
Kirche St. Nikolaus
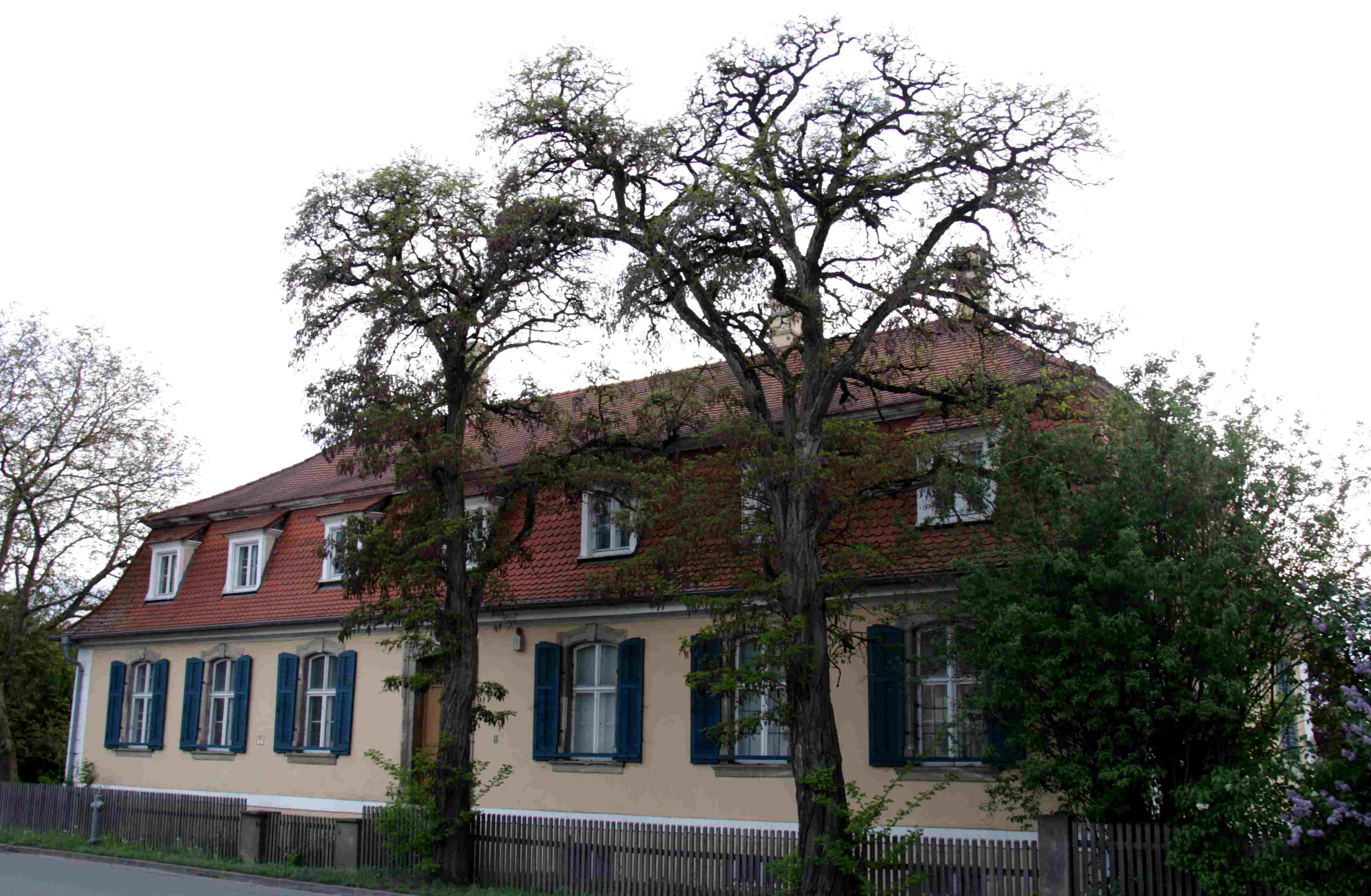
Dettenheim, Schloss von der Straßenseite
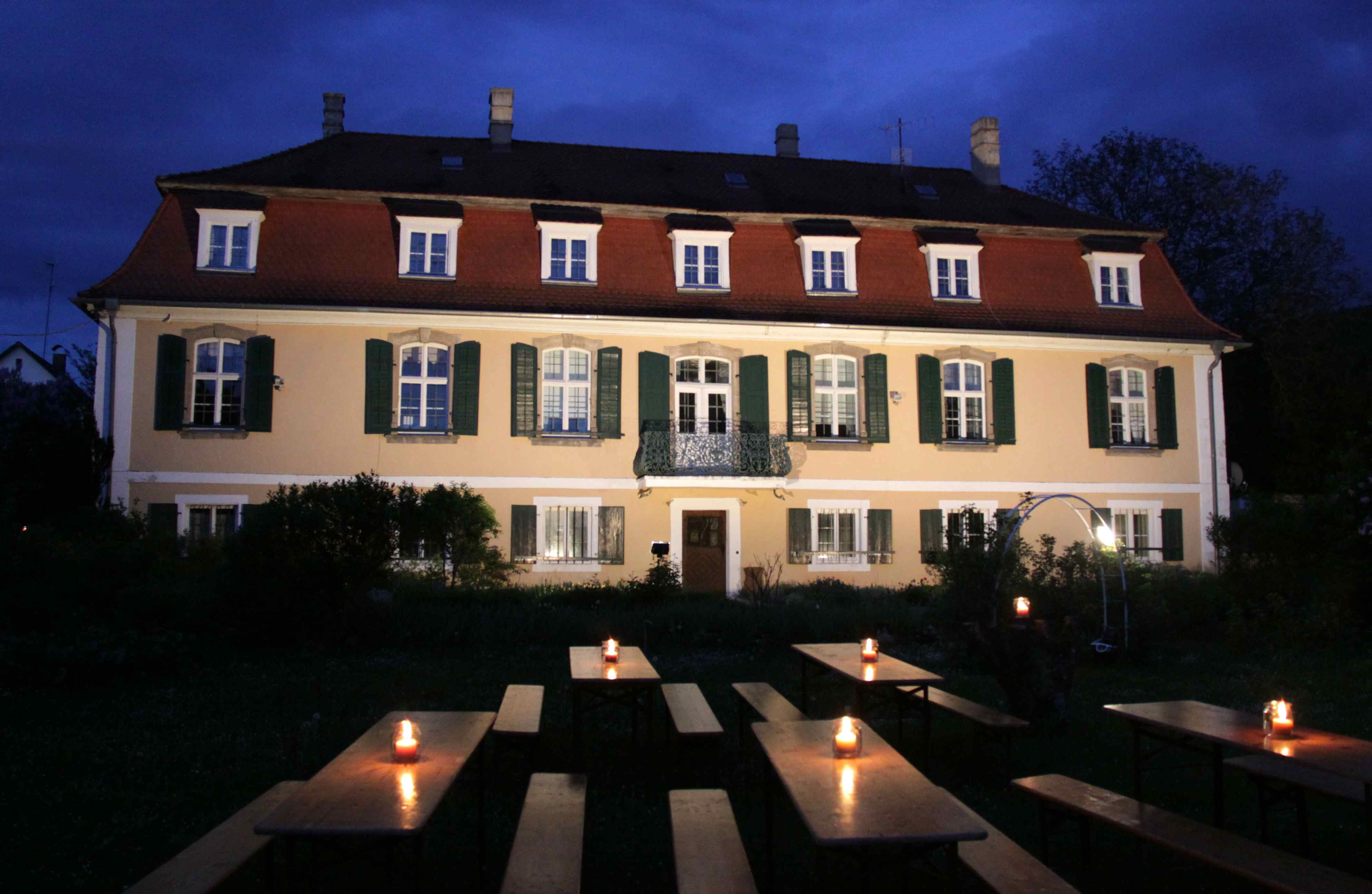
Dettenheim, Schloss von der Gartenseite

## Dorfleben
Das Dorfleben wird von folgenden Vereinen geprägt:
- Schützengesellschaft Bavaria Dettenheim
- 1. FC Dettenheim
- Freiwillige Feuerwehr Dettenheim[16]
- Posaunenchor Dettenheim
- Evangelische Landjugend Dettenheim

## Persönlichkeiten
- Adam Vorbeck (* 1873 Aschaffenburg; † 1954 Dettenheim), memelländischer Unternehmer und Politiker
- Ludwig Fellner (1917–2006), deutscher Landschaftsmaler
- Johann Alexander Döderlein (1675–1745) verbrachte im späten 17. Jahrhundert in Dettenheim Teile seiner Jugend.[17]

## Sonstiges
Ca. zwei Kilometer westlich von Dettenheim befindet sich das Dorf Graben an der Stelle, an der im Jahr 793 Karl der Große die nach ihm benannte Fossa Carolina als Verbindung zwischen Nordsee und Schwarzem Meer errichten wollte. Kurioserweise gibt es in ähnlicher Entfernung von der badischen Gemeinde Dettenheim ebenfalls einen Ort namens Graben, heute Teil der Gemeinde Graben-Neudorf.